# Antyfilos

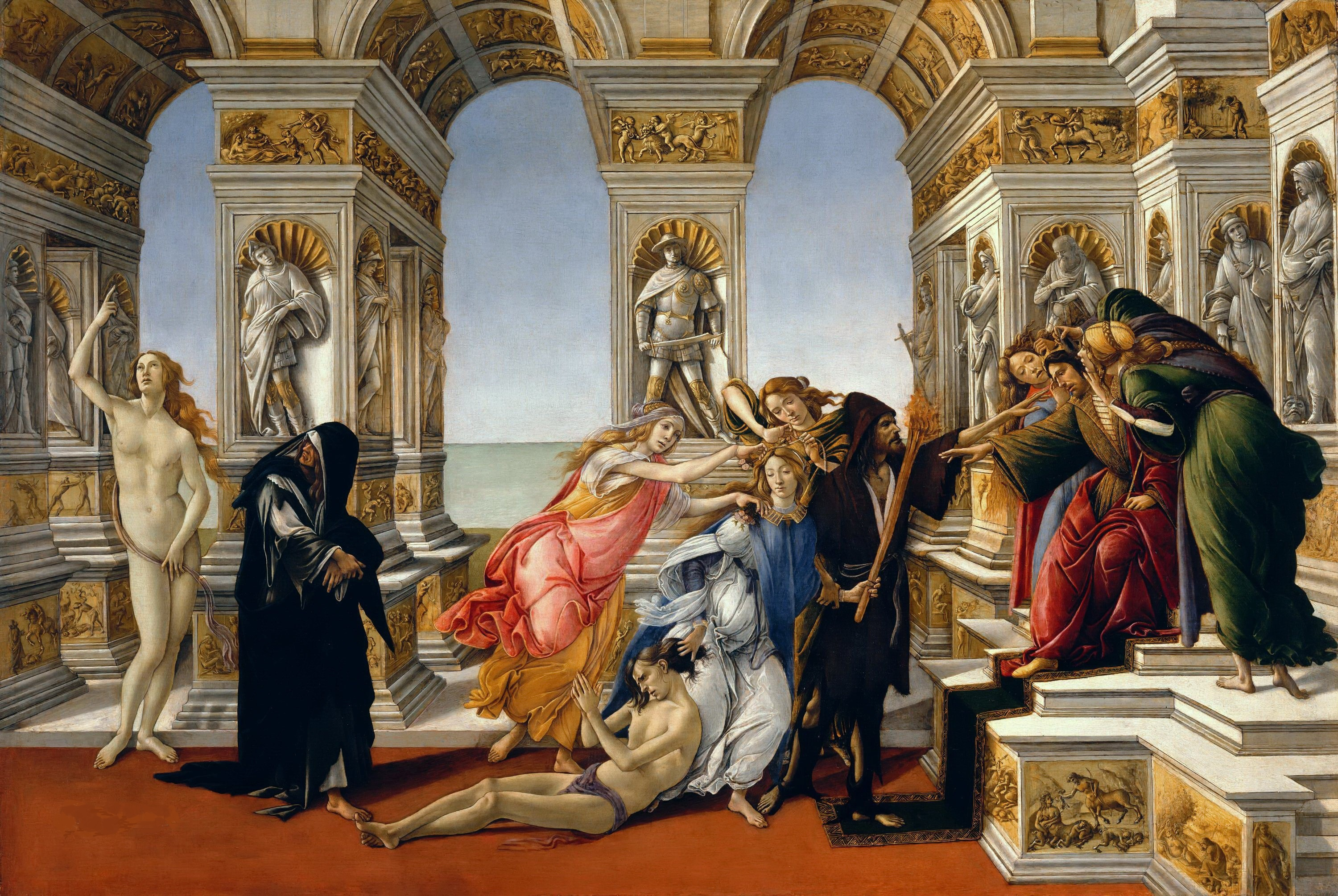
Oszczerstwo według Apellesa Sandro Botticellego

Antyfilos (ur. ok. 310 p.n.e. w Naukratis w Egipcie, zm. 280 p.n.e.) – malarz grecki pracujący w Aleksandrii, prekursor gatunku karykatury o nazwie grylloi.
Antyfilos był uczniem Ktezydemosa. Działał na dworze faraona Ptolemeusza I Sotera jako malarz nadworny i portrecista władcy. Antyfilos miał być rywalem Apellesa, którego oczerniał przed faraonem. Apelles obronił się jednak przed uknutą przeciwko niemu intrygą, udowodniając przed władcą swoją niewinność. Stworzył wtedy obraz Kalumnia. Na podstawie opisu całej historii, podanego przez Lukiana, Sandro Botticelli namalował obraz Oszczerstwo według Apellesa.
Antyfilos zapoczątkował grylloi, malując żartobliwy portret niejakiego Gryllosa (imię oznaczające również wieprza) w śmiesznym stroju (stąd nazwa całego gatunku). Według opisów Antyfilos miał celować w pomysłowości, łatwości malowania i był mistrzem światłocienia. Co do tego ostatniego powoływano się na obraz przedstawiający dziecko dmuchające na ogień, w którym światło rozjaśniało piękne wnętrze oraz twarz dziecka.
Wiele dzieł Antyfilosa znalazło się w Rzymie. Wśród nich były takie obrazy, jak: Hezjone, Aleksander i Filip z Minerwą, Ojciec Liber (Dionizos), Młodociany Aleksander, Hipolit, Kadmos z Europą (ten ostatni obraz umieszczony był w Portyku Pompejusza i cieszył się taką popularnością, że Rzymianie zamiast mówić „iść do Portyku Pompejusza” mówili „iść do Europy”). Wielu badaczy sądzi, że fresk pompejański przedstawiający Peronę karmiącą ojca, wzorowany jest na obrazie Antyfilosa. Również karykatury znalezione w Pompejach (np. ucieczka Eneasza, Anchizesa i Askaniusza z Troi, w której bohaterowie przedstawieni są w postaci psów) wydają się inspirowane twórczością Antyfilosa.